# Schloss Nischwitz

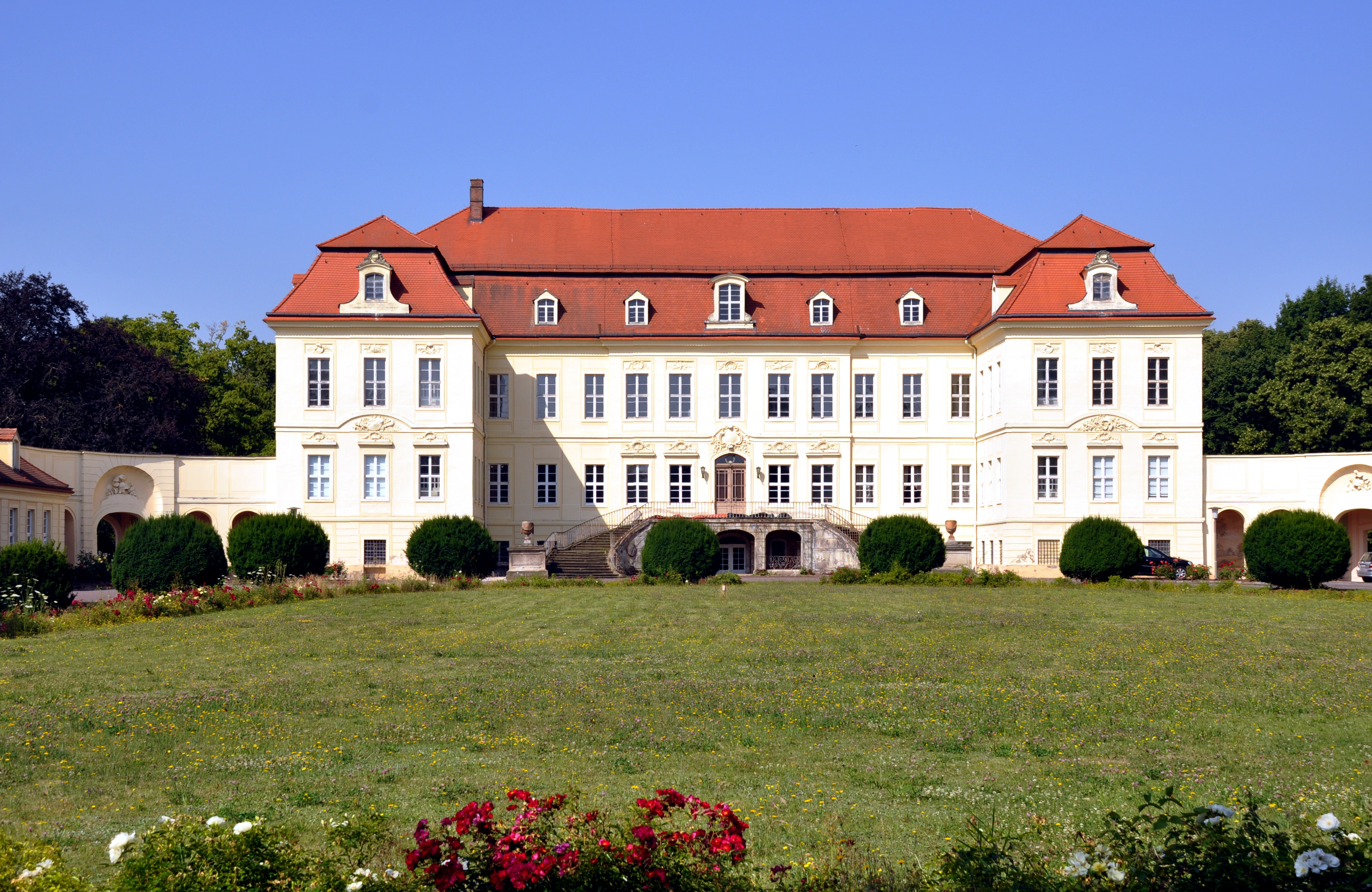
Schloss Nischwitz

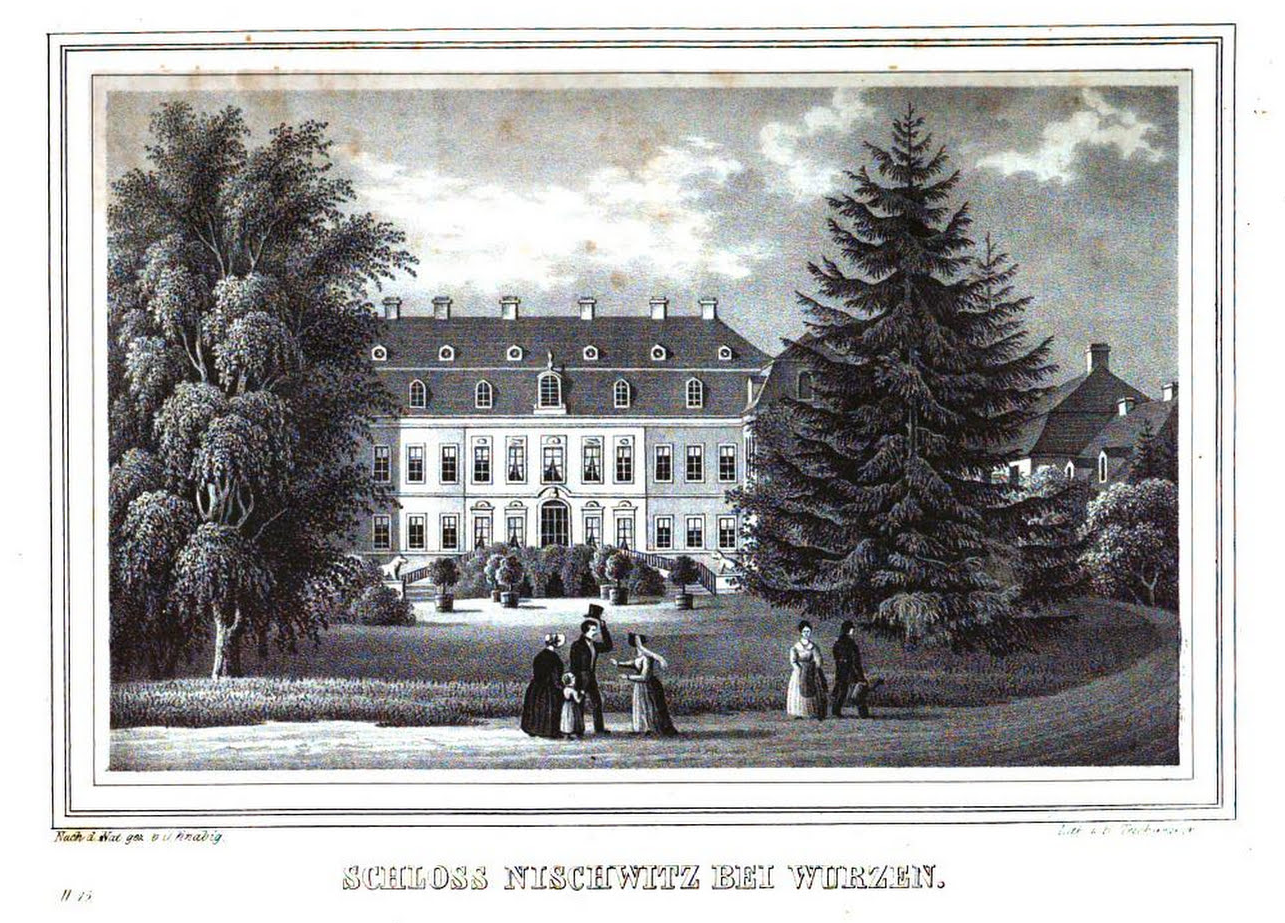
Schloss Nischwitz, Historische Darstellung, aus Sommer (1842)

Das Schloss Nischwitz ist eine Schlossanlage im Stil des Rokoko in Nischwitz, einem Ort der sächsischen Gemeinde Thallwitz im Landkreis Leipzig. Zwischen 1714 und 1721 errichtet, erhielt es seine heutige Gestalt durch Heinrich von Brühl, der es um 1750 zu einem repräsentativen Sommersitz aus- und umbauen ließ. Nachdem es in der zweiten Hälfte des 20. Jahrhunderts immer mehr verfiel, erwarb ein privater Investor das Anwesen Anfang der 1990er und lässt es seitdem Schritt für Schritt restaurieren.

## Geschichte

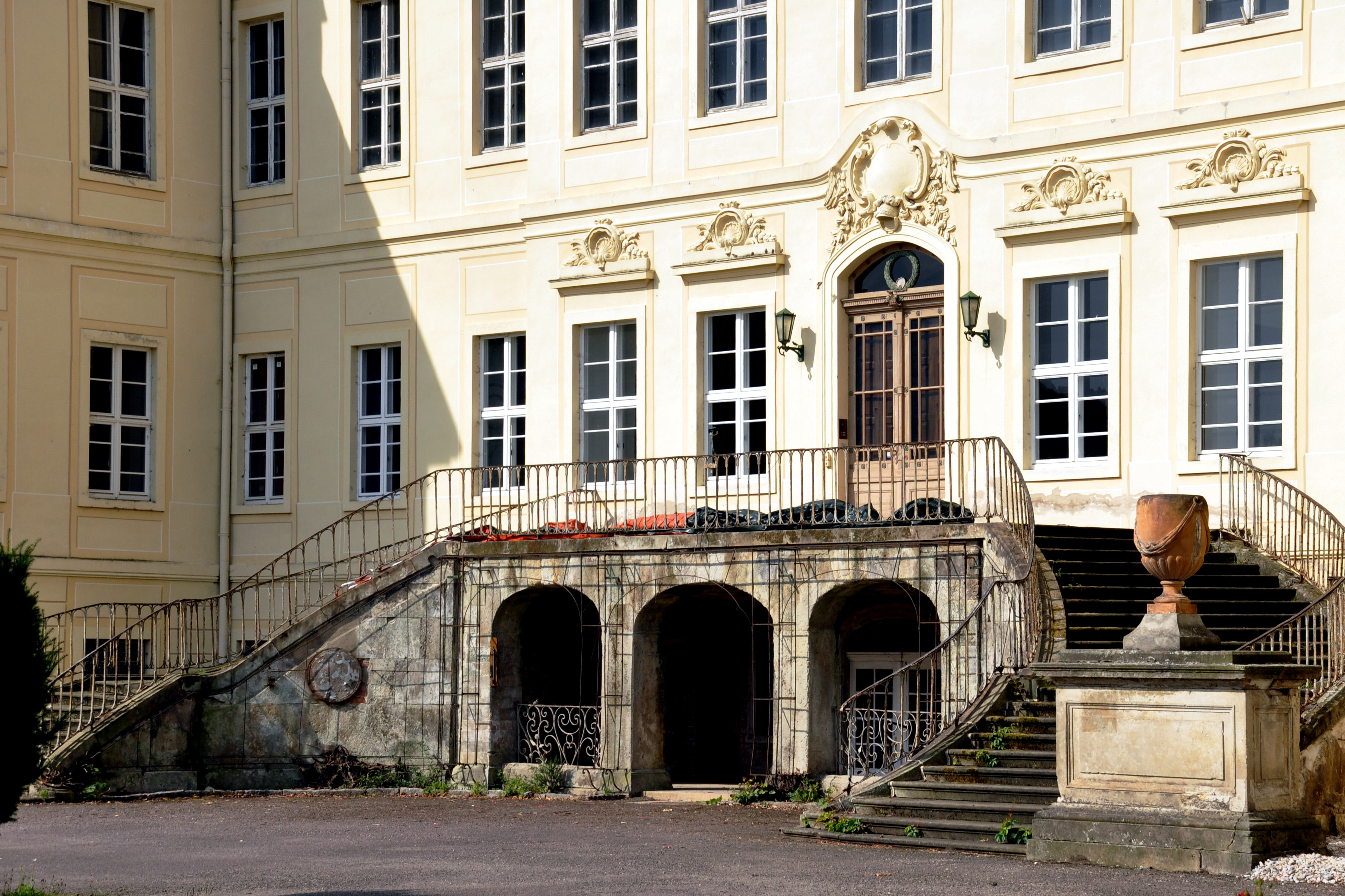
Treppe zum Eingang

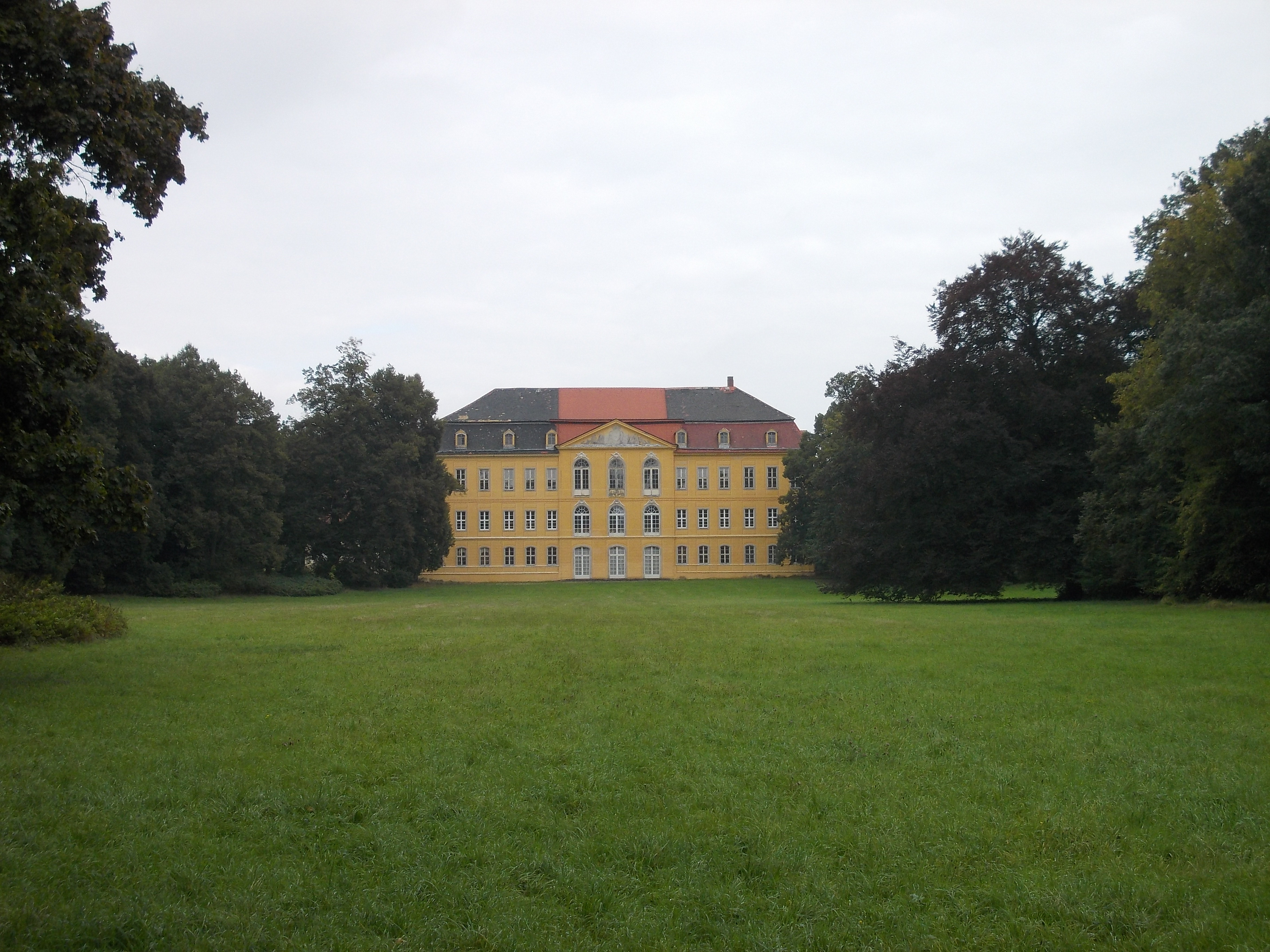
Gartenseite des Schlosses

Die Geschichte des Schlosses reicht bis in das späte Mittelalter zurück. Der Ort wurde 1450 mitsamt dem dazugehörigen Rittergut durch die Familie von Nischwitz erworben und erhielt von ihr seinen Namen.
Im Jahr 1714 veranlasste der damalige Besitzer, der kurfürstlich-sächsische Kammermeister Freiherr von Rackwitz, nach Verfall des alten Ritterguts den Neubau eines Schlosses mit entsprechenden Nebengebäuden und Park. Als Architekt zeichnete Matthäus Daniel Pöppelmann verantwortlich. Nach Fertigstellung 1721 wechselte das Anwesen im Laufe der Jahre mehrfach die Besitzer.
Schließlich erwarb Graf Heinrich von Brühl im Jahr 1743 den Besitz. Um 1750 ließ er, inzwischen sächsischer Premierminister unter Kurfürst Friedrich August II., das Anwesen unter Leitung des Oberlandesbaumeisters Johann Christoph Knöffel zu seiner Sommerresidenz im Stil des Rokoko umbauen. Die umfangreich Aus- und Umbauten schufen ein Ensemble, das mit seiner großzügigen Hofanlage sowie Orangerie, Verwaltungsgebäuden und dem sich an die Gartenseite anschließenden Schlosspark bis heute erhalten geblieben ist.
Von der originalen, kostbaren Innenausstattung ist hingegen viel abhandengekommen. Sehenswert sind die spätbarocken Wand- und Deckenmalereien im Garten- und Festsaal, die dem italienischen Maler Stefano Torelli zugeschrieben werden. Sie zeigen Jagdimpressionen und mythologische Szenen.
Während des Siebenjährigen Krieges marschierten 1758 preußische Truppen in Sachsen ein. Sie besetzten und plünderten das Schloss. Nach dem Tod Heinrichs von Brühl verkauften seinen Erben den Besitz an den Leipziger Juristen Philipp Heinrich Lastrop.
Nach weiteren Besitzwechseln wurden Mitte des 19. Jahrhunderts unter der Regie von Gustav Adolf Boenisch umfangreiche Umbauten im Erdgeschoss vorgenommen, in deren Zuge das barocke Treppenhaus durch eine repräsentative spätklassizistische Treppenanlage ersetzt und mit großen Wand- und Deckengemälden versehen wurde. Zu dieser Zeit erfuhr auch der damalige, durch Friedrich August Krubsacius angelegte Rokokopark eine Umgestaltung zu einem englischen Landschaftsgarten mit Teepavillons sowie steinernen Statuen und Vasen. Die Familie von Ritzenberg ließ 1848 in diesem Park eine Familiengruft in Form eines dorischen Tempels errichten.
Gegen Ende des Jahrhunderts, im Jahr 1888, kaufte Kurt von Zimmermann das Schloss und Gut Nischwitz. In den letzten Tagen des Zweiten Weltkriegs floh die Familie von Zimmermann vor heranrückenden sowjetischen Truppen und wurde während der sowjetischen Besatzungszeit 1945–1949 enteignet. Spätere Bemühungen der Familie, ihr Eigentum nach der Wiedervereinigung Deutschlands zurückzuerhalten, blieben bis auf die Rückgabe von einigem Mobiliar ohne Erfolg.

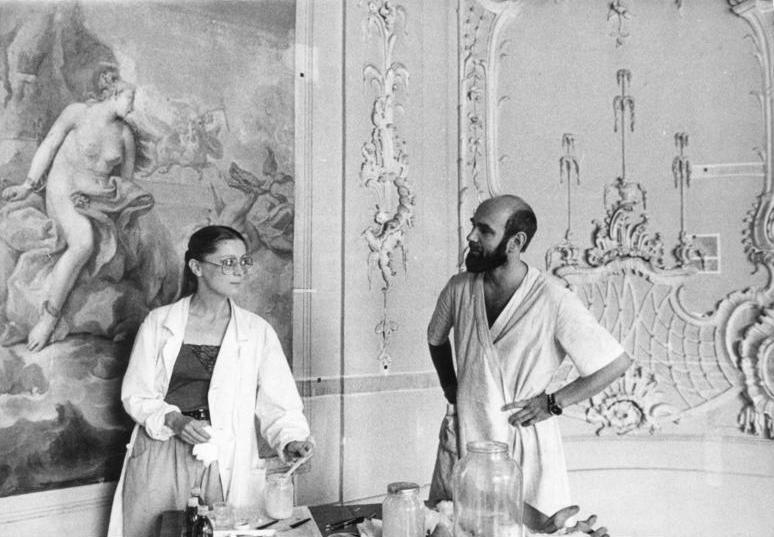
Polnische Fachleute fertigen im Gartensaal des Schlosses ein Gutachten für spätere Restaurierungsarbeiten an (1988)

Als Staatseigentum der DDR diente das Schloss, das den Krieg weitgehend unbeschädigt überstanden hatte, bis zur Wende als Alten- und Pflegeheim. Während dieser Zeit setzte ein fortschreitender baulicher Verfall der Anlage ein, der nur notdürftig aufgehalten wurde. Durch die Arbeit einer Gruppe polnischer Restauratoren seit Anfang der 1980er Jahre konnte die Gartenfront des Schlosses weitgehend originalgetreu restauriert werden.
Anfang der 1990er Jahre verkaufte die Gemeinde die Schlossanlage an einen privaten Investor namens Grimm. Später wurde daraus eine Holding-GmbH. Diese stellt die spätbarocke Schlossanlage schrittweise wieder her. Bisher wurden die Fassade der Hoffront, die angrenzenden Gebäude von Orangerie und Verwaltung restauriert sowie das Teehaus in der Parkanlage. Im Inneren fanden umfangreiche Restaurierungsarbeiten an Decken- und Wandgemälden sowie dem spätklassizistischen Treppenhaus statt.

## Baubeschreibung

### Außen

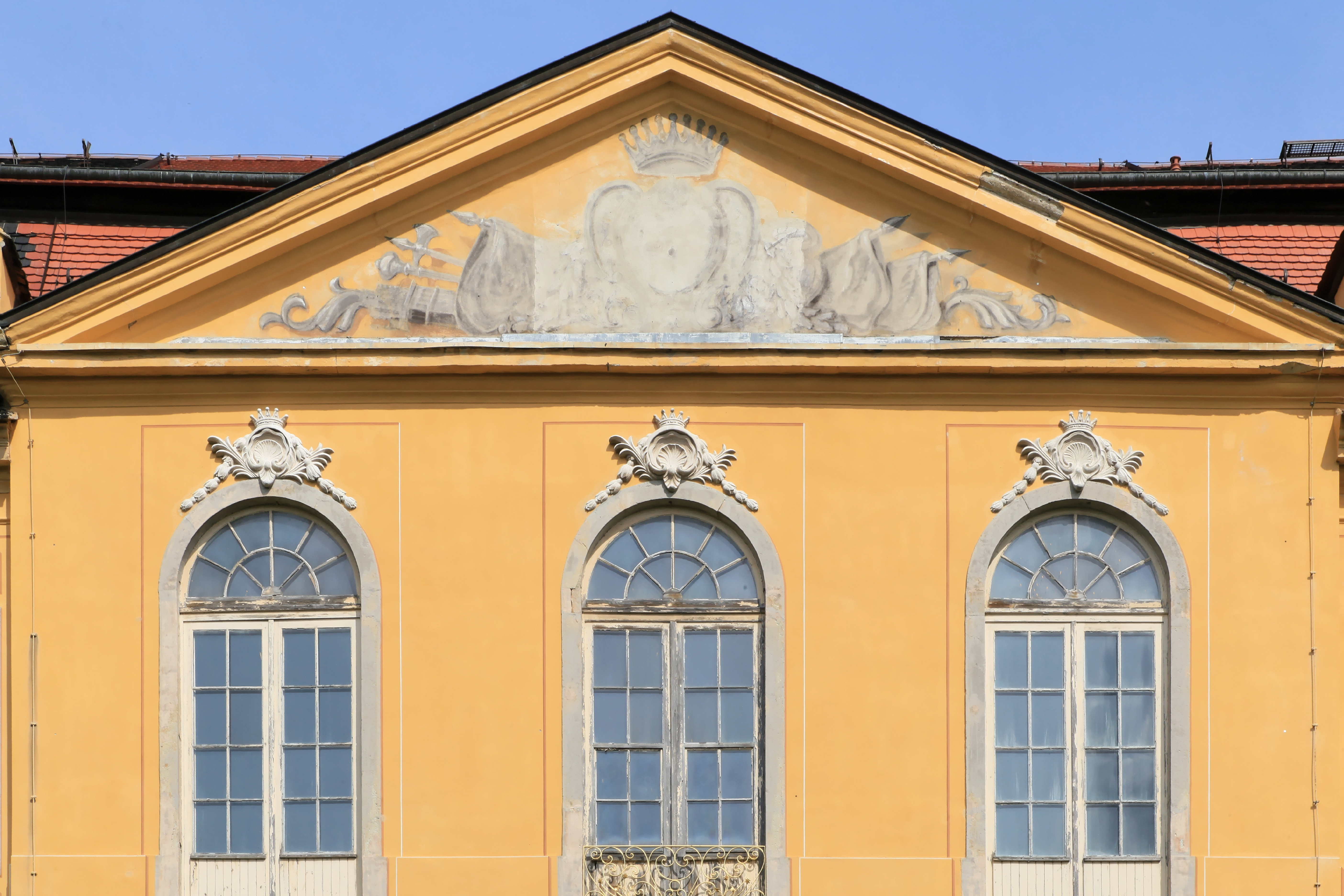
Mittelrisalit mit dem Wappen Brühls

Bei den Umbauarbeiten um 1750 erhielt die Anlage ihre heutige Gestalt. Im Osten des Schlosses wichen alte Wirtschaftsgebäude des Rittergutes dem repräsentativen Ehrenhof. Zwei viertelkreisförmige offene Gangbauten verbinden Schloss und Kavaliershäuser, die den Ehrenhof im Norden und Süden fassen. Östlich begrenzt wird er durch das turmartige Gebäude des Point de Vue. Westlich und nördlich von Schloss und Ehrenhof entstand eine große barocke Gartenanlage. Die Fassaden aller Gebäude gliederte Knöffel geschossweise mit gebundenen Lisenen. Die Ausführung dieser Lisenenarchitektur erfolgte am Schloss in malerisch-illusionistischer Weise. An neuen Bauten sind die Lisenen flach plastisch stuckiert. Das Gurtgesims zwischen den Hauptgeschossen des Schlosses wurde ebenfalls plastisch angebracht, desgleichen die Bekrönungen der Risalitfenster (blätterbekränzte Stuckmuscheln, musische und kriegerische Embleme), die als Kalkstuck angetragen wurden. Den Mittelrisalit der Gartenfassade bekrönte Knöffel im Giebeldreieck mit dem Wappen Brühls als Sandsteinrelief. Die Mischung illusionistisch gemalter mit plastisch stuckierten Elementen der Fassadenarchitektur belegt die Lust dieser Epoche, den Betrachter zu täuschen sowie das Geschick, mit sparsamsten Mitteln größte Wirkung zu erzielen.

### Innendekoration – Festsaal

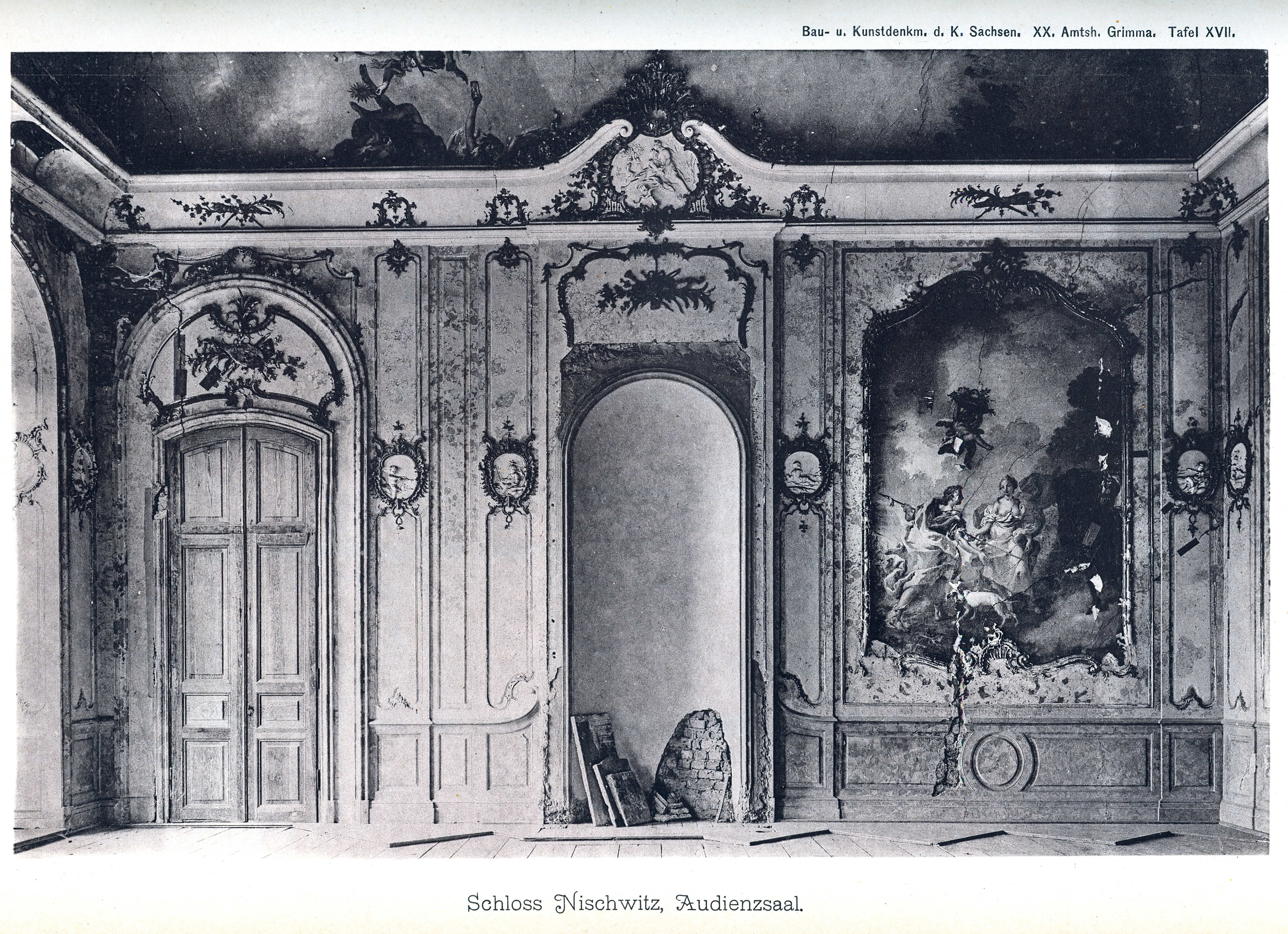
Rokoko-Festsaal im Schloss Nischwitz (vor 1898)

Laut der Beschreibung von Walter May hat sich die Rokokodekoration des Festsaals trotz der Verwüstung des Jahres 1758 in seinem ursprünglichen Gesamteindruck erhalten. Bei der Plünderung des Schlosses wurden lediglich die Kaminspiegel wie die Wandspiegel an den Pfeilern der Fensterwand herausgerissen. Die Rokokodekoration der Wandfassade gliedert sich zuerst in „panneaux“ und „pilastres“, die breiten und die schmalen Wandfelder. Diese Vor- und Rücksprünge werden anschließend in Sockel- und obere Wandzone aufgeteilt. Die zweite Gliederungsstufe bilden profilierte Eintiefungen oder Leisten, die die Kontur des Wandfeldes in etwas verkleinertem Maßstab nachziehen. So zeigt die Sockelzone diese Gliederung. In den schmalen Wandfeldern, den „pilastres“ der oberen Zone befinden sich in den Wendepunkten der Rahmenprofilierung die ersten Rocaillen. In deren Mitte zeigen sich als Ornament verschiedene Puttenmedaillons in der Rocaillekartusche. Auf den größeren Wandfeldern, den „panneaux“ erscheint keine Wanddekoration, sondern ein Spiegel, ein Bild oder ein gerahmtes bildhaftes Emblem. In den Rahmen der Bilder oder Spiegel erscheint das Rokokoornament, oder bildet selbst diesen Rahmen.
Laut Cornelius Gurlitt befindet sich dieser Audienzsaal/Festsaal im zweiten Obergeschoss. Die Wände sind in Stuckmarmor rosa und weiß mit einzelnen Vergoldungen. An der Decke befindet sich ein Fresko von Stefano Torelli: der Sturz des Phaeton. An den Wänden befinden sich Fresken, die Diana als Motiv haben.

### Innendekoration – Gartensaal

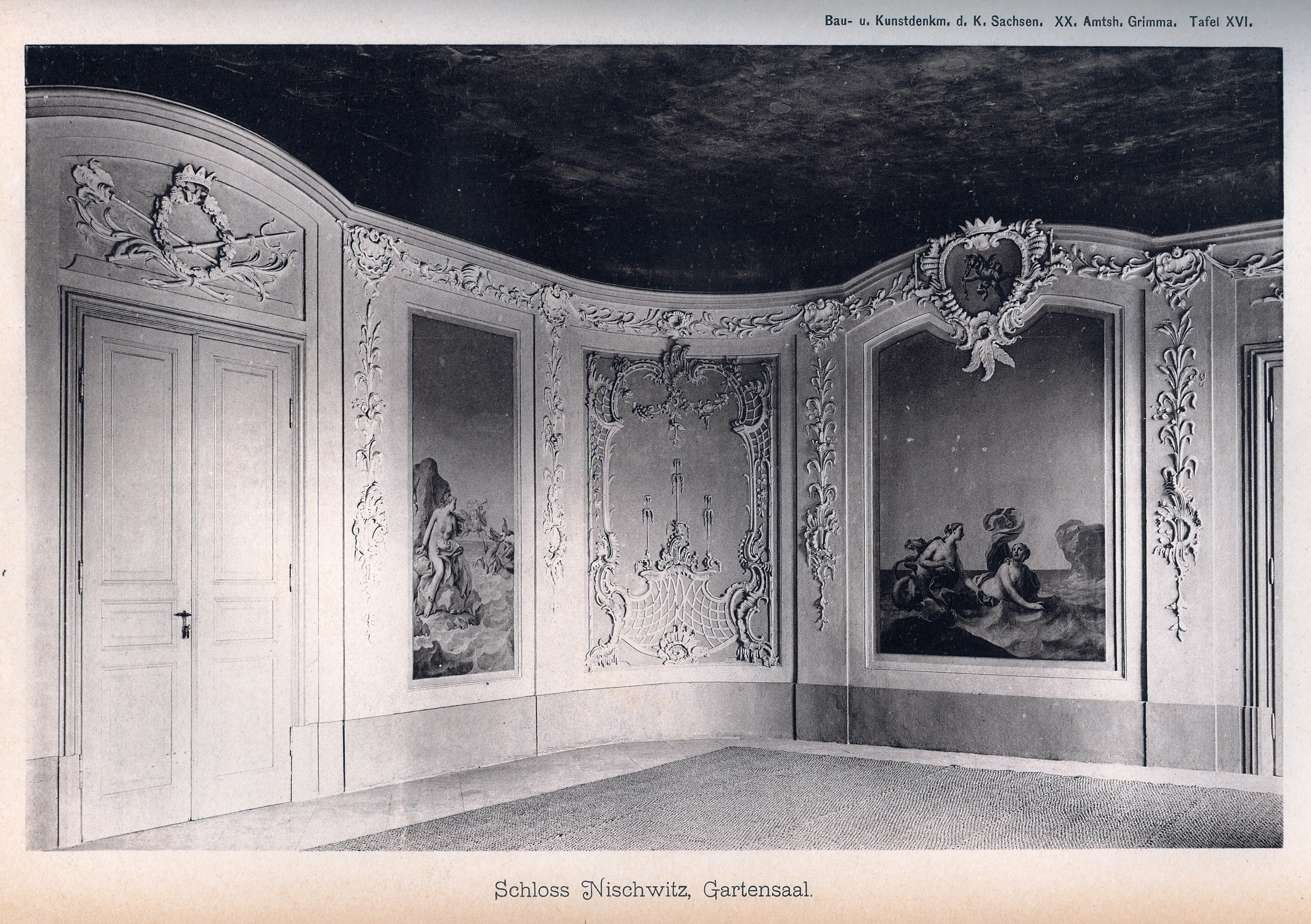
Rokoko-Gartensaal im Schloss Nischwitz (vor 1898)

Laut Cornelius Gurlitt befindet sich der Gartensaal im Erdgeschoss an der Gartenfront. Das Fresko, sei laut Gurlitt ein Werk des Stefano Torelli: Triumph der Venus, welche den Delphin lenkt. Die Wandflächen zeigen ebenso Fresken: Die Befreiung der Andromeda, Europa, Syrenen, ein Flussgott, Ikarus und Dädalus, Seegottheiten. Gurlitt sieht die Stuckornamente in den hinteren Eckrundungen als „ursprüngliche Decoration aus Knöffels Zeit an“. Während die übrigen aus der Zeit der Wiederherstellung um 1770, von einem anderen Künstler stammen sollen.
Gurlitts Ansicht wird von Walter May nicht geteilt, er schreibt die gesamte Stuck-Komposition einem fremden Künstler aus der Zeit der Wiederherstellung um 1770 zu.

## Gegenwart
Ein Teil der restaurierten Nebengebäude beherbergt heute Wohnungen, während das Schloss Repräsentationszwecken dient.
Im Schlosspark sind mehr als 250 Bäume von der Rußrindenkrankheit befallen (Stand: März 2021), die Gemeinde Thallwitz sucht zusammen mit dem Landesamt für Denkmalpflege nach einer Lösung zur Rettung des Baumbestandes.

## Literatur

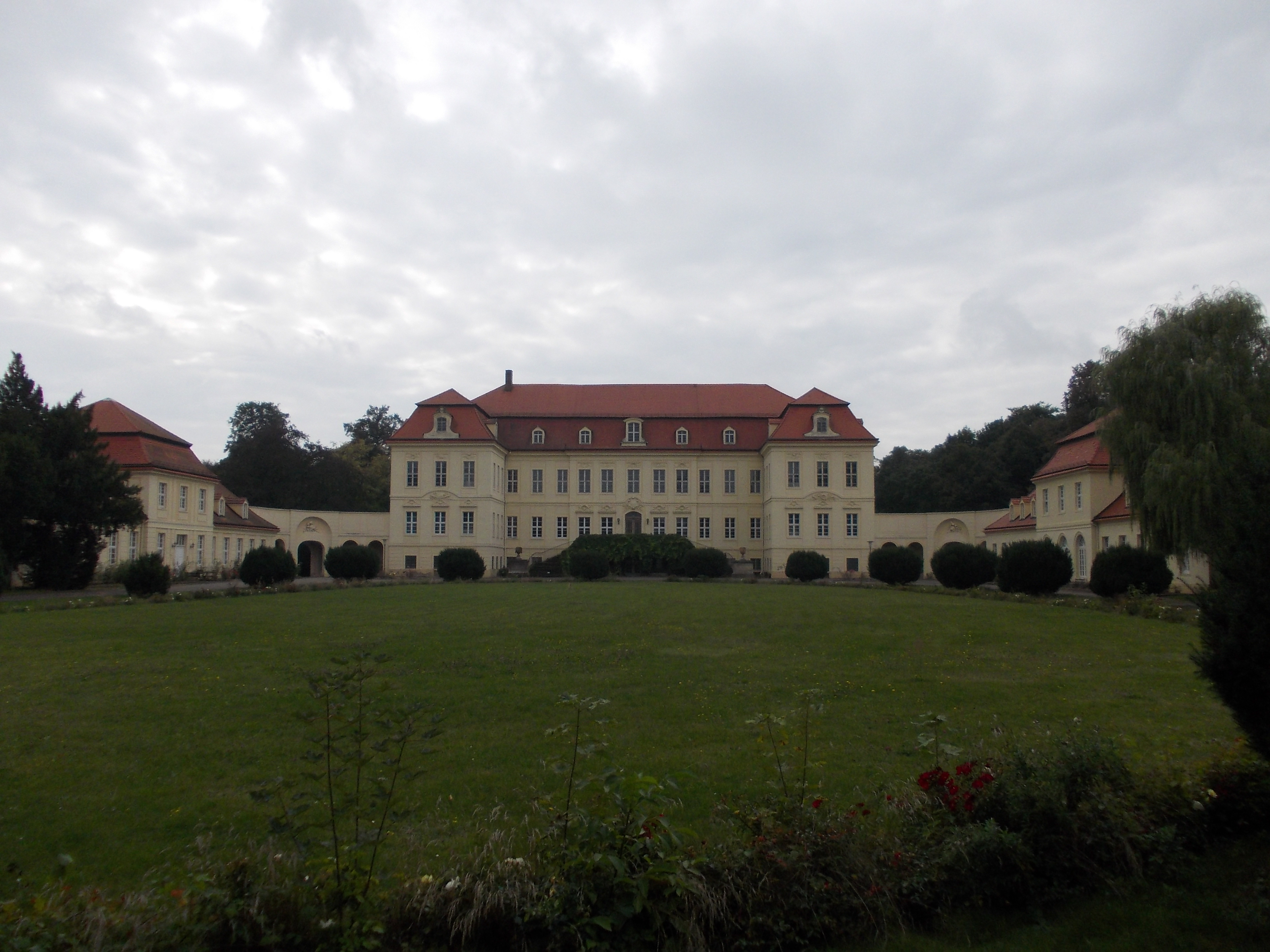